# Windisch (Familienname)
Windisch ist ein Familienname.

## Herkunft und Bedeutung
Als Windische wurden bis ins 19. Jahrhundert im deutschen Sprachraum Slawen, Slowenen, Sorben oder Wenden bezeichnet. Der Nachname weist also auf die slawische Abstammung des Trägers hin.

## Namensträger
- Albert Windisch (1878–1967), deutscher Maler und Typograph
- Alfred I. zu Windisch-Graetz (1787–1862), österreichischer Feldmarschall
- Alfred II. zu Windisch-Grätz (1819–1876), General in der österreichischen Armee
- Alfred III. zu Windisch-Grätz (1851–1927), österreichischer Politiker
- Alois Windisch (1892–1958), österreichischer Offizier
- Bernd Windisch (* 1980), österreichischer Fußballspieler
- Birgid Windisch   (* 1960), deutsche Autorin
- Bruno Windisch (1849–1916), sächsischer Offizier, Oberjustizrat und Präsident des Königlich-Sächsischen Militärvereinsbund
- Dominik Windisch (* 1989), italienischer Biathlet
- Elke Windisch (* 1951), deutsche Journalistin
- Emmerich Windisch, österreichischer Fußballspieler
- Erich Windisch, österreichischer Fußballspieler
- Ernst Windisch (Sprachwissenschaftler) (1844–1918), deutscher Sprachwissenschaftler
- Ernst Windisch (Richter) (1922–2011), deutscher Jurist und Richter
- Franz Windisch (* 1957), österreichischer Politiker (ÖVP)
- Franziska Windisch (* 1983), deutsche Künstlerin
- Friedrich Karl Windisch (Fritz Fridolin Windisch; 1895–1961), deutscher Musiktheoretiker, Komponist und Biochemiker
- Günther Windisch (* 1946), deutscher Mathematiker
- Hans Windisch (Theologe) (1881–1935), deutscher Theologe
- Hans Windisch (Fotograf) (1891–1965), deutscher Fotograf, Grafiker und Illustrator
- Harald Windisch (* 1966), österreichischer Schauspieler
- Helmut Windisch (1925–2011), deutscher Autor, Regisseur und künstlerischer Leiter
- Hubert Windisch (* 1949), deutscher römisch-katholischer Theologe
- Ignaz Windisch (1736–1783), deutscher Jesuit, Missionar in Mexiko
- Jakob Windisch (* 1999), italienischer Beachvolleyballspieler
- Johann Windisch (Fußballspieler) (1941–2021), österreichischer Fußballspieler und -trainer
- Johann Christoph Windisch (1657–1728), deutscher Lehrer, Organist und Bildhauer
- Johann Gottlieb Windisch (1689–1732), deutscher Mediziner
- Josef Windisch (Generalmajor) (1884–1968), deutscher Generalmajor der Wehrmacht
- Josef Windisch (Politiker) (1914–2013), österreichischer Politiker (SPÖ)
- Julius Windisch (* 1995), deutscher Jazzmusiker
- Karl Windisch (Chemiker) (1868–1927), deutscher Chemiker
- Karl Gottlieb von Windisch (1725–1793), deutscher Politiker, Bürgermeister von Pressburg, Historiker, Schriftsteller
- Konrad Windisch (1932–2024), österreichischer Schriftsteller, Publizist und Rechtsextremist
- Konrad Windisch (Musiker) (* 1959), gen. Bones, österreichischer Bluesmusiker
- Leopold Windisch (1913–1985), österreichisch-deutscher Kriegsverbrecher
- Leopold Johann Victorin von Windisch-Graetz (1686–1746), kaiserlicher Gesandter in Haag, k.k. Kämmerer und Geheimrat
- Ludwig Windisch (Musikinstrumentenbauer) (1852–1941), österreichisch-jugoslawischer Musikinstrumentenbauer
- Ludwig Windisch (Sänger) (1908–nach 1944), deutscher Sänger (Bass)
- Ludwig zu Windisch-Graetz (1882–1968), ungarischer Politiker, Minister und Agent
- Markus Windisch (* 1984), italienischer Biathlet
- Max Windisch (1872–1942), deutscher Kapellmeister, Dirigent und Musiker
- Nikolaus Windisch-Spoerk (* vor 1955), österreichischer Regisseur
- Otto Windisch (1866–1935), deutscher Musikinstrumentenhersteller
- Paulo Günter Windisch (* 1948), brasilianischer Botaniker
- Rudolf Windisch (1897–1918), deutscher Jagdflieger
- Rudolf Windisch (Linguist) (* 1940), deutscher Linguist
- Sigmund Windisch (1709–1787), Bildhauer und Schreiner
- Siegfried Windisch (1913–2000), deutscher Mikrobiologe und Gärungschemiker
- Simon Windisch (* 1982), österreichische Theaterregisseurin und Theatermacher
- Theodor Windisch (1880–1932), deutscher Politiker (DDP)
- Thomas Windisch (1914–2005), deutscher Komponist und Künstler
- Uta Windisch (* 1949), sächsische Politikerin (CDU)
- Veronika Windisch (* 1982), österreichische Multi-/Extremsportlerin (Shorttrack, Rad, Treppenlauf, Ice Cross (Weltmeisterin) …)
- Walter Windisch (1924–2011), deutscher Jagdflieger und General der Bundeswehr
- Walter Windisch-Laube (* 1958), deutscher Musiker, Musikwissenschaftler und Musikpädagoge
- Wilhelm Windisch (Brauwissenschaftler) (1860–1944), deutscher Brauwissenschaftler und Hochschullehrer
- Wilhelm Windisch (Agrarwissenschaftler) (* 1958), deutscher Agrarwissenschaftler und Hochschullehrer für Tierernährung
- Wolfgang Windisch (* 1953), deutscher Schlagzeuger, Komponist und Kulturreferent
- Wolfram Windisch (* 1969), deutscher Mediziner und Pneumologe